# Cholsey
Cholsey és un municipi del Regne Unit, situat al sud del comtat d'Oxfordshire. Anteriorment al 1974 va pertànyer a l'administració del comtat de Berkshire. Cal diferenciar entre el municipi, de 16.52 km², i el districte electoral homònim, que abasta 72 km². El municipi té dos nuclis de població: el principal, pròpiament dit Cholsey, i un altre a l'extrem nord, anomenat Winterbrook, que en altres temps va pertànyer al municipi de Wallingford (Berkshire).

## Geografia
El municipi està situat a la vora del riu Tàmesi i part del territori inclou una zona dels Berkshire Downs, uns turons d'elevació suau i de composició calcària. Els camps naturals d'aquesta contrada s'anomenen The Forty i en ells hi creix una noguera centenària.
El primer nucli de població estava situat sobre una illa del riu, (Ceol's Isle), d'on deriva el nom actual. Aquesta illa, per efecte de la sedimentació, es va anar ajuntant als terrenys pantanosos de la riba i finalment va acabar sent terra ferma i seca.

## Història
En una granja d'aquest municipi, anomenada Whitecross Farm, es va trobar un assentament humà de l'edat del bronze. Hi ha un camí que travessa el territori municipal que podria ser anterior a l'època romana, anomenat Icknield Way.
El rei Ceol de Wessex va instal·lar la seva residència aquí i, per això la primitiva illa s'anomenava Ceol's Isle. La propietat la van heretar altres membres del casal de Wessex, que la van habitar als segles VI i VII. En aquesta època va viure a Cholsey, Wilgyth, que fou venerat com a sant a l'edat mitjana.
L'any 986 la reina vídua Ælfthryth, mare d'Etelred l'Indecís, va fundar un convent que, probablement fou destruït durant la invasió danesa del 1006, quan van arribar a Cholsey després d'haver incendiat Wallingford. A l'església municipal, dedicada a la Mare de Déu, és un exemple de construcció anglosaxona i moltes de les pedres d'aquest edifici, construït al segle xii, procedeixen de l'antic convent.
En el segle xiii s'hi va construir un graner col·lectiu que, en el seu moment, va ser dels més grans; feia 51 peus (16 m) d'alçada, 54 peus (16 m) d'amplada i uns 300 peus (91 m) de llargada.
El 1870 es va obrir un asil per a malalts mentals, el Fair Mile Hospital, que va tancar el 2003. L'edifici d'estil victorià, es va adaptar per fer habitatges i en els seus jardins se'n van construir més cases el 2011.

## Residents famosos
El poeta i novel·lista John Masefield va viure en aquest poble durant la primera guerra mundial, on va llogar la granja Lollingdon Farm, situada als peus dels Berkshire Downs.
La tomba de la famosa Agatha Christie està al cementiri parroquial. Va viure amb el seu segon marit l'arqueòleg Max Mallowan, en una propietat anomenada Winterbrook House, des del 1934 fins a la seva mort el 1976. El dia del funeral van assistir uns 20 periodistes i reporters de televisió, alguns havien viatjat des de llocs tan remots com Sud Amèrica. Hi havia trenta corones de flors guarnint la sepultura, en una d'elles es podia llegir "en reconeixement d'una multitud de lectors agraïts", enviada per l'editorial Ulverscroft Large Print Book Publishers.

## Transports
El municipi té una estació de ferrocarril on fan parada trens de la companyia First Great Western, que fan la línia entre Reading i Didcot. Aquesta estació és, a més, un enllaç amb la línia que va a Wallingford, que només funciona alguns caps de setmana i ponts festius.
A Cholsey també fan parada els autobusos de la companyia Thames Travel.